# La Selle-en-Hermoy
La Selle-en-Hermoy ist eine französische Gemeinde mit 778 Einwohnern (Stand: 1. Januar 2022) im Département Loiret in der Region Centre-Val de Loire. Sie gehört zum Arrondissement Montargis und zum Kanton Courtenay. Die Bewohner nennen sich Sellois.

## Geographie
La Selle-en-Hermoy liegt in der Landschaft Gâtinais orléanais, etwa 102 Kilometer südsüdöstlich von Paris. Umgeben wird La Selle-en-Hermoy von den Nachbargemeinden Louzouer und Thorailles im Norden, Courtemaux im Norden und Nordosten, Chantecoq im Nordosten, Chuelles im Osten, Saint-Firmin-des-Bois im Süden, Saint-Germain-des-Prés im Süden und Südwesten,  Amilly im Westen und Südwesten sowie La Chapelle-Saint-Sépulcre im Nordwesten.

## Bevölkerungsentwicklung
| 1962                       | 1968 | 1975 | 1982 | 1990 | 1999 | 2006 | 2018 |
| -------------------------- | ---- | ---- | ---- | ---- | ---- | ---- | ---- |
| 401                        | 387  | 405  | 463  | 515  | 614  | 734  | 794  |
| Quellen: Cassini und INSEE |      |      |      |      |      |      |      |

## Sehenswürdigkeiten
- Kirche Saint-Pierre
- Kapelle Sainte-Anne im Ortsteil Les Bourses

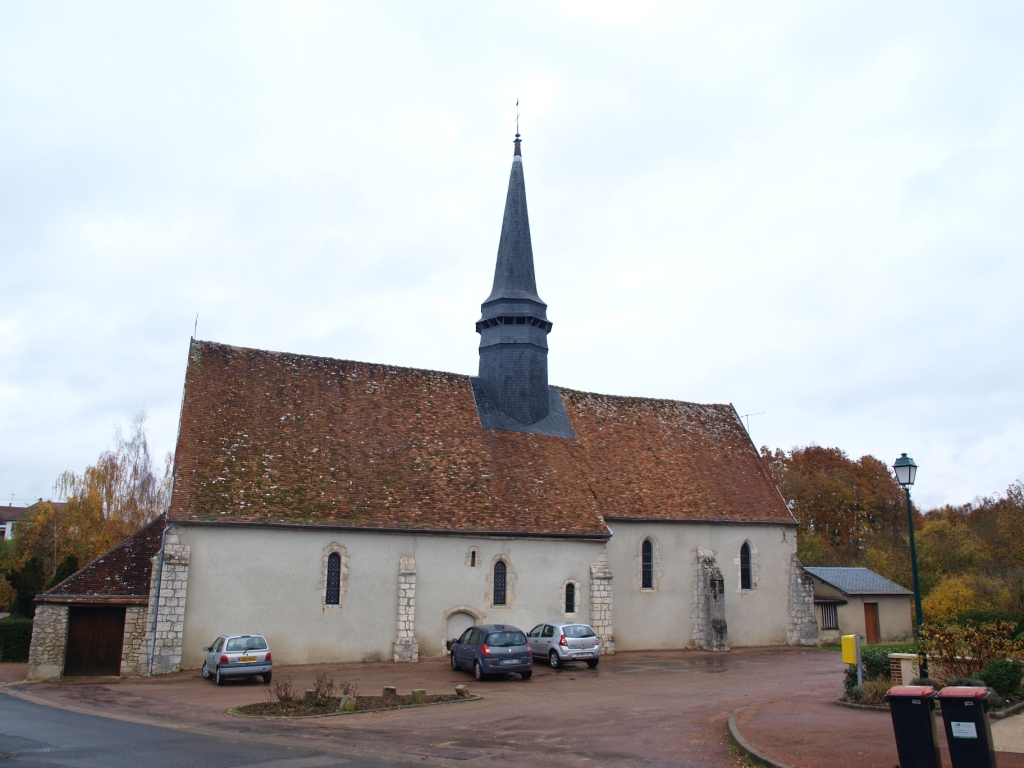
Kirche Saint-Pierre